# The Lugano Tapes
The Lugano Tapes è una videocassetta del gruppo Elio e le Storie Tese.
Il video è un best dei concerti che il gruppo ha tenuto a Lugano, nella Svizzera italiana, il 24 e 25 aprile 2000, durante la sua tournée teatrale. I concerti si svolsero all'Auditorium Stelio Molo, mentre il relativo filmato venne trasmesso dalla RSI. Le performance vantano tre importanti featuring: Riccardo Fogli (ex-Pooh), Sir Oliver Skardy (dei Pitura Freska) e Ike Willis.
La scaletta (come nel resto della tournée teatrale del 2000) comprende molti brani inediti del gruppo, alcuni che «sono stati ascoltati solo da quei pochi fortunatissimi che hanno assistito ai primi anni di Elio e le Storie Tese», come sostenuto da Elio nell'introduzione di Perdo anche l'ultimo dente e cerco di riavvitarlo; altre canzoni, invece, sono tratte principalmente dai due dischi usciti nel 1999, ovvero, Craccracriccrecr e Tutti gli uomini del deficiente; non mancano poi alcune cover: Out Into the Daylight di Mike Rutherford, Time Warp, la sigla italiana di Mork & Mindy, due pezzi degli Earth, Wind & Fire (September e Sing a Song), nonché tre canzoni di Frank Zappa (Broken Hearts Are for Assholes, Why Does It Hurt When I Pee e You Are What You Is).
Nella versione della videocassetta, sono stati tagliati ben sette pezzi: in ordine, Evviva / La visione (da Craccracriccrecr), L'indianata (da Tutti gli uomini del deficiente) e T.V.U.M.D.B. (da Eat the Phikis), Sofa e Tell Me You Love Me (altra cover di Zappa presente su Tutti gli uomini...), e Tapparella (da Eat the Phikis). Le ultime tre sono state eseguite con Ike Willis.

Nel 2010 la videocassetta è stata ripubblicata in forma di DVD.

## Tracce[1]
1. Out Into the Daylight (cover di Mike Rutherford)
2. Medley:
  - Balla coi barlafüs (cover di Time Warp)
  - Help Me (parodia dei Dik Dik)
  - L'astronauta pasticcione
  - Tonza patonza (sigla di Mai dire Maik)
  - Urna
  - September (cover degli Earth, Wind & Fire)
  - Buona giornata (parodia dei Ricchi e Poveri)
  - Mork & Mindy (sigla televisiva)
  - Ùnanimi
  - Sing a Song (cover degli Earth, Wind & Fire)
3. Discomusic
4. Uomini col borsello (feat. Riccardo Fogli e Sir Oliver Skardy)
5. Il signor speziale (introduzione di Farmacista)
6. Farmacista
7. Il rock and roll
8. Perdo anche l'ultimo dente e cerco di riavvitarlo (accreditato solo come "medley acustico")[3]:
  - El sciur Francesco
  - Abbecedario
  - Presidance®
  - Settore giovanile targato Travagliato
  - La terra dei cachi
  - Arrivederci
9. Broken Hearts Are for Assholes (feat. Ike Willis)
10. Why Does It Hurt When I Pee (feat. Ike Willis)
11. You Are What You Is (feat. Ike Willis)
12. Second Me (seconda parte di First Me Second Me, presente su Eat the Phikis; feat. Ike Willis)

## Formazione
- Elio: cantante, flauto traverso.
- Cesareo: chitarra elettrica.
- Faso: basso elettrico.
- Rocco Tanica: Tastiere.
- Jantoman: Tastiere.
- Christian Meyer: Batteria.